# Jan Quast
Jan Quast (Rostock, RDA, 9 de enero de 1970) es un deportista alemán que compitió para la RDA en boxeo.
Participó en los Juegos Olímpicos de Barcelona 1992, obteniendo una medalla de bronce en el peso minimosca. Ganó una medalla de bronce en el Campeonato Europeo de Boxeo Aficionado de 1989, en el mismo peso.

## Palmarés internacional
| Representando a la RDA   |                    |                   |           |
| Campeonato Europeo       |                    |                   |           |
| Año                      | Lugar              | Medalla           | Categoría |
| 1989                     | El Pireo (Grecia)  | Medalla de bronce | 48 kg     |
| Representando a Alemania |                    |                   |           |
| Juegos Olímpicos         |                    |                   |           |
| Año                      | Lugar              | Medalla           | Categoría |
| 1992                     | Barcelona (España) | Medalla de bronce | 48 kg     |